# Leucanitis roda
Leucanitis roda är en fjärilsart som först beskrevs av Herrich-Schäffer 1851, och fick sitt nu gällande namn av  1845. Leucanitis roda ingår i släktet Leucanitis och familjen nattflyn. Inga underarter finns listade i Catalogue of Life.